# Elbasan
Elbasan è una città e comune dell'Albania centrale, capoluogo dell'omonima prefettura. Con 115101 abitanti al 2023 è la quarta città dell'Albania per numero di abitanti. 
In seguito alla riforma amministrativa del 2015, sono stati accorpati al comune di Elbasan i comuni di Bradashesh, Funarë, Gjergjan, Gjinar, Gracen, Labinot Fushë, Labinot Mal, Papër, Shirgjan, Shushicë, Tregan e Zavalinë. 

## Geografia fisica
Elbasan è situata nell'Albania centrale, sulla sponda destra del fiume Shkumbini.

## Origini del nome
Anticamente era anche nota dai viandanti stranieri come Neokastron (Νεόκαστρον, "Nuovo castello") in lingua greca, Novigrad ("Nuova città") in slavo, e Terra Nuova in italiano. Il suo vecchio nome era basato sulla radice "alb" di Albania, anche se il termine è comunemente associato al turco il-basan ("la fortezza") che lo riprende.

## Storia
Fu costruita sui resti della città antica di Skampini, fondata nel I secolo a.C. da tribù illiriche. Fu un importante centro sulla via Egnatia che collegava Durazzo e Apollonia a Costantinopoli, come proseguimento naturale della via Appia.
Nel 1466 la città fu occupata dall'Impero ottomano sotto la guida del sultano Maometto II e divenne capoluogo del sangiaccato omonimo, facendo ricostruire la fortezza su basi romano-bizantine con l'intento di contrastare la Lega di Alessio guidata da Scanderbeg; tale fortezza è stato l'elemento principale della città, di cui costituisce il centro storico, anche grazie alla presenza all'interno delle mura dei principali luoghi di culto, ovvero la moschea del Re (realizzata con la tecnica del castone bizantino) e la chiesa ortodossa di Santa Maria. Anche l'origine turca del toponimo della città, che deriverebbe dalla parola "il-basan", ovvero "la fortezza". Nel 1832 il gran visir Reshid Mehmed Pascià fece parzialmente smantellare la fortezza.
Nel 1909 si tenne ad Elbasan un congresso, al quale parteciparono delegati provenienti dall'Albania centro-settentrionale, che avallò le decisioni in materia culturale prese nel congresso di Bitola l'anno precedente. In particolare venne approvata l'adozione dell'alfabeto latino per la lingua albanese. Durante la prima guerra balcanica la città venne occupata dalla Serbia il 29 novembre 1912 e sarà consegnata alle autorità albanesi solamente il 25 ottobre 1913. Durante la prima guerra mondiale Elbasan venne occupata dapprima dai serbi, dai bulgari ed infine dagli austro-ungarici che la tennero fino al 1918, quando furono costretti a ritirarsi di fronte all'avanzata italiana.
Nel periodo compreso tra le due guerre aprirono ad Elbasan alcune manifatture, legate prevalentemente al tabacco e alla distillazione di alcolici. Fu gravemente danneggiata nel corso della seconda guerra mondiale. Durante l'epoca comunista venne realizzato un impianto metallurgico grazie agli aiuti di stato cinesi.

## Monumenti e luoghi d'interesse

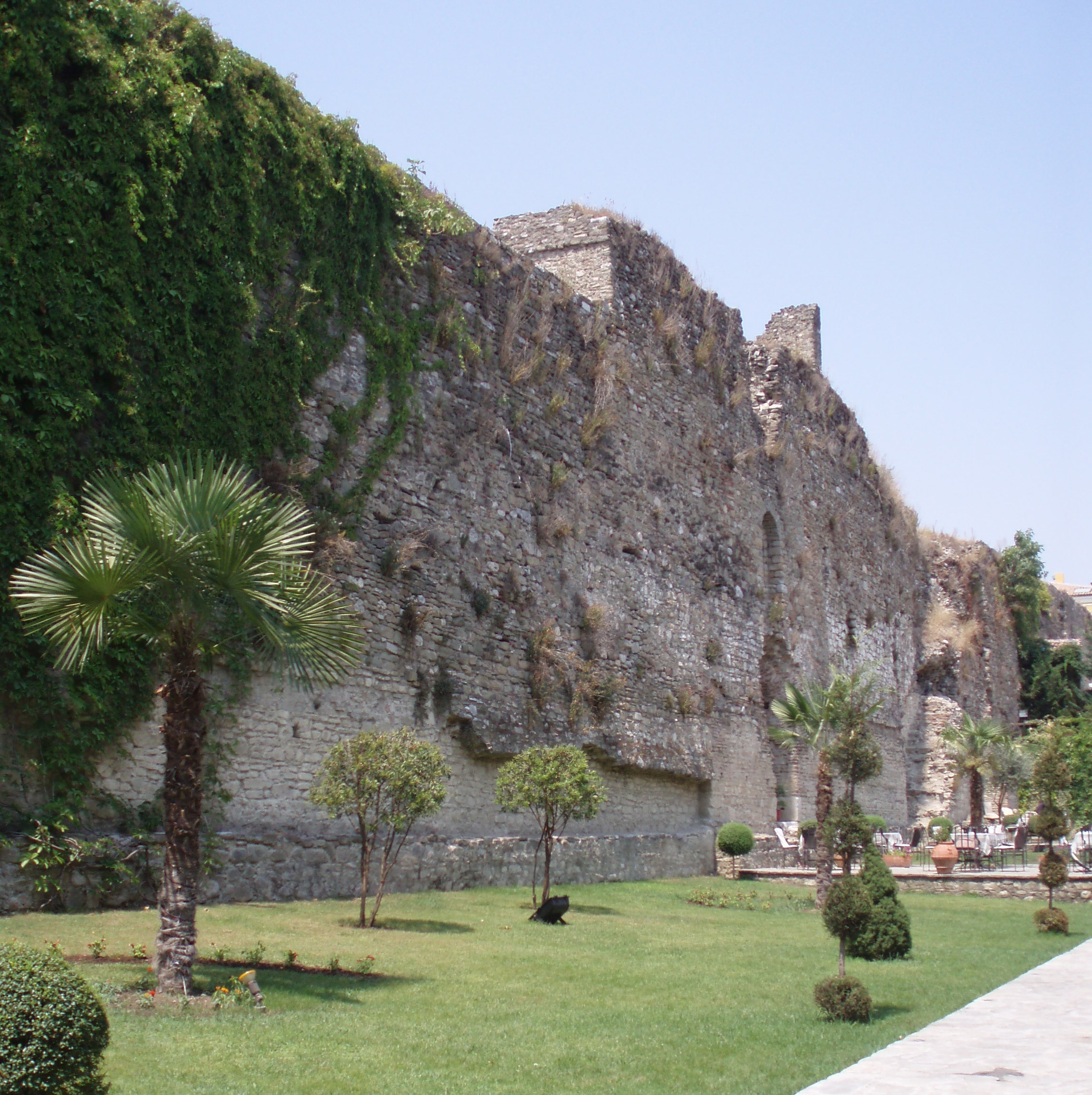
La fortezza di Elbasan

### Architetture militari
- Fortezza di Elbasan, costruita nel 1466 dal sultano Maometto II.

### Architetture religiose

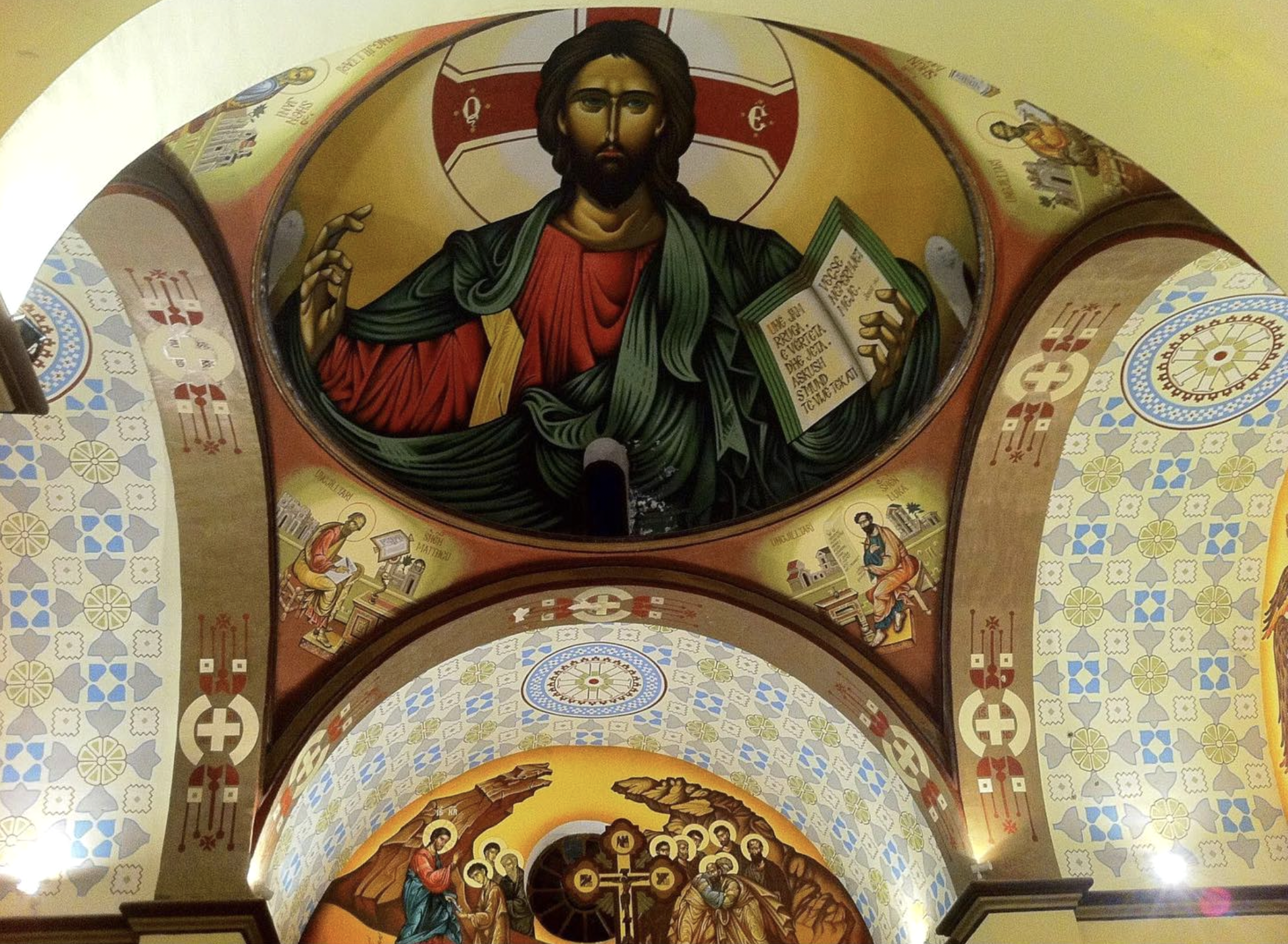
Affreschi della cupola della chiesa di San Pietro della Chiesa greco-cattolica albanese.

- Cattedrale di San Nicola, sede della metropolia di Elbasan;
- Chiesa di Santa Maria;
- Chiesa di San Pietro, ricostruita nel 1926;
- Basilica paleocristiana Bezistan, distrutta nei secoli passati, oggi un rudere;
- Moschea del Re, costruita negli anni '80 del XV secolo, è la più antica moschea ancora attiva in Albania;
- Moschea Naziresha.

## Cultura

### Istruzione

#### Biblioteca
La biblioteca è stata aperta nel 1934. È ricchissima di materiale per quel che riguarda il campo dell'albanologia.

#### Scuole e università
Elbasan è stata protagonista del congresso pedagogico del 1909, culminato nella fondazione della Scuola normale, annoverata tra le più antiche istituzioni educative del paese.
Dal 1971 è sede dell'Università "Aleksandër Xhuvani".

### Musei
Elbasan ospita i seguenti musei:
- Museo Aleksandër Xhuvan, è situato a nord della fortezza della città, nella casa in cui è nato e cresciuto il prof. Alexander Xhuvani, il quale è stato molto attivo in campo politico, culturale, linguistico e nell'istruzione, diventando una delle figure più importanti nell'ultimo periodo della rinascita nazionale albanese.
- Museo etnografico, questo museo è nato nel 1982, è uno degli edifici che conserva i beni archeologici delle tipiche abitazioni della città di Elbasan (edificio del XVIII secolo).
- Museo Kostandin Kristoforidhi, edificato nel 1978 in onore del 1º centenario del patto di Prizren e del 150º anniversario della nascita di Kostandin Kristoforidhi.
- Museo della scuola Normale, è una delle più importanti istituzioni della storia dell'istruzione nazionale albanese.

### Teatri
- Teatro Skampa, costruito nel 1978. Ha una capacità di 292 posti.

## Cucina

### Tavë kosi

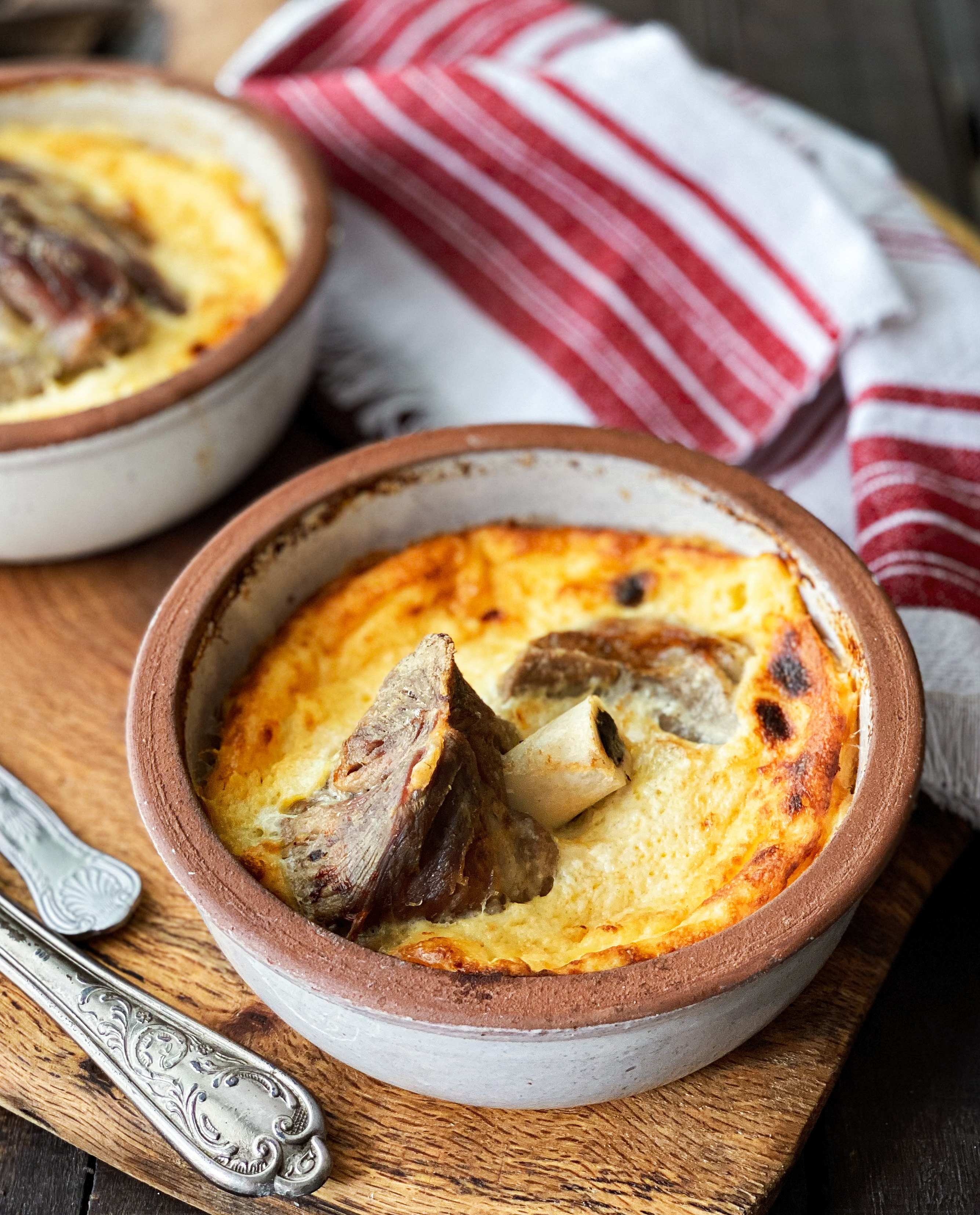
- Tavë Kosi servita in stile tradizionale.

La Tavë Kosi  è uno dei piatti tradizionali più noti della cucina albanese, originario della città di Elbasan. È preparato con carne d’agnello cotta al forno e successivamente condita con una miscela a base di yogurt, uova e farina, che viene poi nuovamente infornata fino alla gratinatura. Il piatto è noto per la sua consistenza morbida e il gusto delicatamente acidulo, elementi che contribuiscono al suo riconoscimento come una delle specialità più rappresentative della gastronomia albanese. È diffuso sia nella cucina casalinga sia nei ristoranti tradizionali del paese.

## Infrastrutture e trasporti

### Strade
Elbasan è attraversata dalla strada statale 3 che da Tirana giunge fino a Coriza, attraversando Pogradec. L'Autostrada A3 collega Tirana ad Elbasan.

## Sport
La città vanta un club calcistico, il KF Elbasani che milita in Kategoria Superiore.

## Amministrazione

### Gemellaggi
Elbasan è gemellata con:
- Dunaújváros, dal 1993[8]
- Osijek, dal 2015[9]

Dal 2014, inoltre, Elbasan ha un accordo di cooperazione con Liegi.